# Хејлсовен
Хејлсовен (енгл. Halesowen) је град у Уједињеном Краљевству у Енглеској. Према процени из 2007. у граду је живело 55.097 становника.

## Становништво
Према процени, у граду је 2008. живело 55.097 становника.
| 1981.  | 1991.  | 2001.  |
| ------ | ------ | ------ |
| 57,333 | 57,918 | 55,273 |